# 増田甲斎
増田 甲斎（ますだ こうさい、文政3年（1820年） - 明治18年（1885年）5月31日）は、幕末から明治時代の人物。元の名は橘 耕斎（たちばな こうさい）、ロシア名ウラジーミル・ヨーシフォヴィチ・ヤマートフ（ロシア語: Влади́мир Ио́сифович Яма́тов）。

## 人物
掛川藩士の立花四郎右衛門の次男として生まれたが脱藩し、他藩からの誘いも断り、一時博徒の頭目となって何度か投獄される。出家して池上本門寺に入り、ここでやがて幹部に推挙されるが固辞して雲水となり、伊豆に向かった。そこで戸田に逗留していたロシア人のヨシフ・ゴシケーヴィチ（後の箱館ロシア領事）と交際し、日本語の辞書を貸したところ、これが露見して捕縛された。しかし脱出してロシア人宿舎に逃げ込み、そのまま停泊していたプロイセンの商船グレタ号に乗船し、ゴシケーヴィチらとともに1855年6月にロシアへ向かったが、途中でゴシケーヴィチらと共にイギリス船に捕らえられた（当時クリミア戦争中でイギリスとロシアは太平洋でも戦闘をしていた）。その時にゴシケーヴィチの助手として『和魯通言比考』（18世紀に薩摩地方からの漂流民が作った薩摩弁とロシア語の辞書を除けば史上初めて作られた日露事典、1万6千語が収録されている）を執筆した。
その後、正教の洗礼を受け、ロシア外務省の役人（アジア局九等官通訳）になった。1870年にはサンクトペテルブルク大学の日本語の講師となった。耕斎（甲斎）はサンクトペテルブルクにあって日本政府の使節を1862年、1866年、1873年の3度にわたり迎えている。
1873年、岩倉使節団として訪れた岩倉具視に説得されて日本に帰国し、明治政府により芝の増上寺の隅に住居を与えられた。帰国時にはロシア皇帝よりスタニスラフ三等勲章と年金1000ルーブルを下賜された。帰国後は仏門に入り、増田甲斎と改名した。以後、世に出ることなく、ロシア政府の年金で暮らし、1885年（明治18年）に生涯を閉じた。
墓所は高輪の源昌寺に存在する。福澤諭吉の「福翁自伝」では「ヤマトフ」として言及されている。

## 増田甲斎を主題とした作品
評伝
- 宮永孝『幕末おろしや留学生』（第3章ロシア密航者・橘耕斎）筑摩書房 1991
- 木村勝美『日露外交の先駆者 増田甲斎』潮出版社

小説
- 久生十蘭「影の人」（「久生十蘭ジュラネスク」ほか 所収）
- 山田風太郎「ヤマトフの逃亡」（「幕末妖人伝」 所収）
- 山上藤吾『白雲の彼方へ―異聞・橘耕斎』光文社（2009/02）

漫画
- みなもと太郎「風雲児たち幕末篇」：地の文で「本名・渡露の経緯ともに諸説があり詳細不明」と前置きした上で、「立花粂蔵」の名前で登場。クリミア戦争時にロンドンのロシア人捕虜収容所で露日事典を作成し、ロシア士官として万延元年遣米使節とアメリカで会う。また、文久遣欧使節の接待に舞台裏で活躍した逸話が記される。